# Raman (cráter)

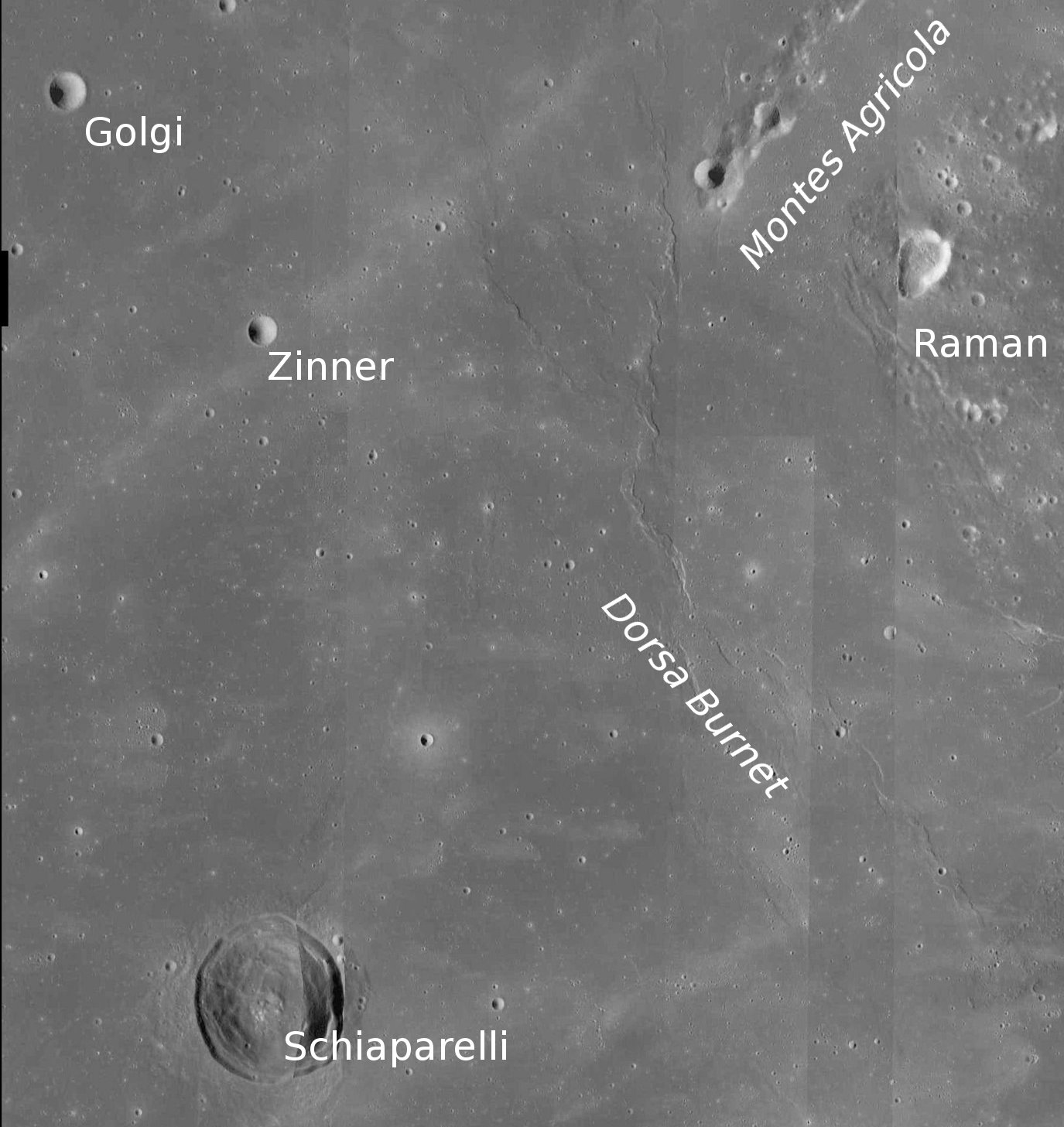
Fotografía de la misión Lunar Reconnaissance Orbiter

Raman es un pequeño cráter de impacto lunar que se encuentra en el borde occidental de una meseta característica en el extenso mar lunar llamado Oceanus Procellarum. Comparte esta meseta con el cráter inundado de lava Herodotus y con Aristarchus al sureste. Al noreste de Raman se halla el pequeño pico llamado Mons Herodotus. Al noroeste, elevándose sobre la superficie del mare, aparece una cordillera larga y estrecha denominada Montes Agricola.
|  |

Es una formación alargada, con una protuberancia secundaria unida al borde suroriental. Las paredes internas de este cráter tienen un albedo más alto que el terreno circundante, lo que es indicativo de una formación relativamente reciente. Este cráter fue designado previamente Herodotus D, un cráter satélite de Herodotus, antes de ser nombrado por la UAI.